# Grzebień strzałkowy wewnętrzny
Grzebień strzałkowy wewnętrzny – wybrzuszenie leżące na wewnętrznej stronie czaszki niektórych ssaków.
Grzebień strzałkowy wewnętrzny nie występuje u wszystkich ssaków. Nie posiadają go na przykład przeżuwacze. Jeśli występuje, leży pośrodkowo, na wewnętrznej blaszce sklepienia czaszki. Występuje między innymi u konia. U tego zwierzęcia rozpoczyna się on tam, gdzie leży grzebień koguci. Struktura ta stanowi miejsce przyczepu sierpa mózgu, stanowiącego fałd opony twardej. Gorzej rozwinięty grzebień strzałkowy wewnętrzny obserwuje się u świni. Znajduje się on u niej w miejscu, gdzie kość ciemieniowa spotyka się z kością potyliczną. Podobnie sytuacja ta wygląda u psa. Grzebień ten można u niego znaleźć jedynie w okolicy kości międzyciemieniowej.